# 모에리테리움

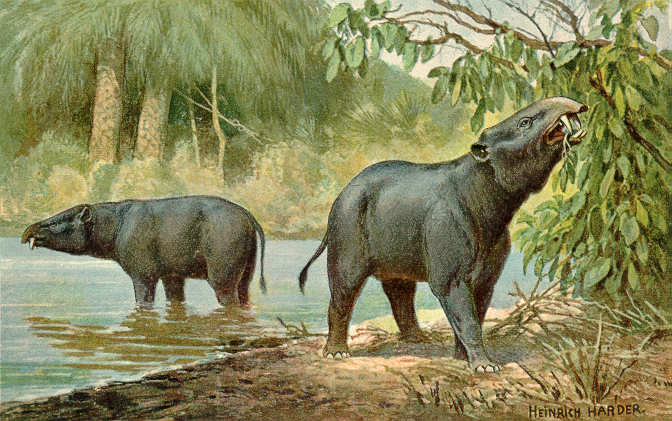
모에리테리움 상상도

모에리테리움(학명: Moeritherium)은 장비목 모에리테리움과 모에리테리움속에 속하는 멸종한 포유류의 총칭이다. 영국의 고생물학자인 찰스 윌리엄 앤드루스가 이집트 파이윰에서 1901년 화석을 발굴해 그 존재가 알려졌으며, 이후 1년 후 같은 자리에서 추가 화석을 발견했다. 현생 코끼리의 먼 조상이어서 시조코끼리라고도 하며 바다소와도 유전적 연관성이 있지만, 생김새는 맥을 더 닮았던 것으로 추정되며 크기는 돼지와 유사했을 것으로 추정된다.